# Вычет (комплексный анализ)
Вы́чет в комплексном анализе — объект (число, форма или когомологический класс формы), характеризующий локальные свойства заданной функции или формы.
Теория вычетов функций одного комплексного переменного была в основном разработана Коши в 1825—1829 годы. Кроме него, важные результаты были получены Эрмитом, Сохоцким, Линделёфом. В 1887 году Пуанкаре обобщил интегральную теорему Коши и понятие вычета на случай функций двух комплексных переменных, с этого момента берёт своё начало многомерная теория вычетов. Однако оказалось, что обобщить это понятие можно различными способами.
Для обозначения вычета функции (или формы) {\displaystyle f(z)} в точке {\displaystyle z_{0}}, как правило, используется символ {\displaystyle \mathop {\mathrm {Res} } _{z_{0}}\,f(z)} или {\displaystyle \mathop {\mathrm {Res} } \left[f(z),z_{0}\right]} (от лат. residuum). В русскоязычной литературе вычет иногда обозначается {\displaystyle {\text{Выч}}\left[f(z),z_{0}\right]}.

## Одномерный комплексный анализ

### Вычет функции
Для комплекснозначной функции {\displaystyle f(z)} в области {\displaystyle D\subseteq \mathbb {C} }, голоморфной в некоторой проколотой окрестности точки {\displaystyle a\in D}, её вычетом в точке {\displaystyle a} называется число:
{\displaystyle \mathop {\mathrm {Res} } _{a}\,f(z)=\lim _{\rho \to 0}{1 \over {2\pi i}}\int \limits _{|z-a|=\rho }\!f(z)\,dz}.
В силу голоморфности функции {\displaystyle f(z)} в малой проколотой окрестности точки {\displaystyle a} по теореме Коши величина интеграла не зависит от {\displaystyle \rho } при достаточно малых значениях этого параметра, так же как и от формы пути интегрирования. Важно только то, что путь является замкнутой кривой в области аналитичности функции, один раз охватывающей рассматриваемую точку и никаких других точек не принадлежащих области голоморфности {\displaystyle f}. 
В некоторой окрестности точки {\displaystyle a} функция {\displaystyle f(z)} представляется сходящимся рядом Лорана по степеням {\displaystyle z-a}. Нетрудно показать, что вычет совпадает с коэффициентом ряда {\displaystyle c_{-1}} при {\displaystyle (z-a)^{-1}}. Часто это представление принимают за определение вычета функции.
Отсюда получается, что вычет {\displaystyle \mathop {\mathrm {Res} } _{a}\,f(z)} - это такое число {\displaystyle R}, что функция {\displaystyle f(z)-{\frac {R}{z-a}}} имеет аналитическую первообразную в кольце {\displaystyle 0<|z-a|<\delta } для некоторого {\displaystyle \delta }. Таким образом, ненулевой вычет является препятствием для существования у функции в данной точке аналитической первообразной, что объясняет такое его название.

#### Вычет в «бесконечности»
Для возможности более полного изучения свойств функции вводится понятие вычета в бесконечности, при этом она рассматривается как функция на сфере Римана. Если бесконечно удалённая точка сферы Римана является изолированной особой точкой {\displaystyle f(z)}, тогда вычетом в бесконечности называется комплексное число, равное:
{\displaystyle \mathop {\mathrm {Res} } _{\infty }\,f(z)=-\lim _{\rho \to \infty }{1 \over {2\pi i}}\int \limits _{|z|=\rho }\!f(z)\,dz}.
Цикл интегрирования в этом определении ориентирован положительно, то есть против часовой стрелки.
Аналогично предыдущему случаю вычет в бесконечности имеет представление и в виде коэффициента лорановского разложения функции в окрестности бесконечно удалённой точки:
{\displaystyle \mathop {\mathrm {Res} } _{\infty }\,f(z)=-c_{-1}}.

### Вычет дифференциальной формы
С точки зрения анализа на многообразиях вводить специальное определение для некоторой выделенной точки сферы Римана (в данном случае, бесконечно удалённой) неестественно. Более того, такой подход затруднительно обобщить на более высокие размерности. Поэтому понятие вычета вводится не для функций, а для дифференциальных {\displaystyle (1,\;0)}-форм на сфере Римана:
{\displaystyle \mathop {\mathrm {Res} } _{a}\,\omega =\lim _{\rho \to 0}{1 \over {2\pi i}}\int \limits _{|z-a|=\rho }\!\omega }.
На первый взгляд разницы в определениях никакой, однако теперь {\displaystyle a} — произвольная точка {\displaystyle {\overline {\mathbb {C} }}}, и смена знака при вычислении вычета в бесконечности достигается за счёт замены переменных в интеграле.

### Логарифмические вычеты
Интеграл {\displaystyle {1 \over {2\pi i}}\oint \limits _{L}\!{f^{\prime }(z) \over f(z)}\,dz} называется логарифмическим вычетом функции {\displaystyle f(z)} относительно контура {\displaystyle L}.
Понятие логарифмического вычета используется для доказательства теоремы Руше и основной теоремы алгебры.

### Способы вычисления вычетов
Согласно определению вычет может быть вычислен как контурный интеграл, однако в общем случае это довольно трудоёмко. Поэтому на практике пользуются, в основном, следствиями из определения.
В устранимой особой точке {\displaystyle a\in \mathbb {C} }, так же как и в точке регулярности, вычет функции {\displaystyle f(z)} равен нулю. В то же время для бесконечно удалённой точки это утверждение не верно. Например, функция {\displaystyle f(z)={\frac {1}{z}}} имеет в бесконечности нуль первого порядка, однако, {\displaystyle \mathop {\mathrm {Res} } _{\infty }\,{\frac {1}{z}}=-1}. Причина этого в том, что форма {\displaystyle {\frac {dz}{z}}} имеет особенность как в нуле, так и в бесконечности.
В полюсе {\displaystyle a} кратности {\displaystyle n} вычет может быть вычислен по формуле:
{\displaystyle \mathop {\mathrm {Res} } _{a}\,f(z)={1 \over (n-1)!}\lim _{z\to a}{{d^{(n-1)} \over dz^{(n-1)}}[(z-a)^{n}f(z)]}},
частный случай {\displaystyle n=1}
{\displaystyle \mathop {\mathrm {Res} } _{a}\,f(z)=\lim _{z\to a}{(z-a)f(z)}}.
Если функция {\displaystyle f(z)={\frac {g(z)}{h(z)}}} имеет простой полюс в точке {\displaystyle a}, где {\displaystyle g(z)} и {\displaystyle h(z)} голоморфные в окрестности {\displaystyle a} функции, {\displaystyle h(a)=0}, {\displaystyle h'(a)\neq 0}, то можно использовать более простую формулу:
{\displaystyle \mathop {\mathrm {Res} } _{a}\,f(z)={\frac {g(a)}{h^{\prime }(a)}}}.
Очень часто, особенно в случае существенно особых точек, удобно вычислять вычет пользуясь разложением функции в ряд Лорана. Например, {\displaystyle \mathop {\mathrm {Res} } _{0}\,e^{1/z}=\mathop {\mathrm {Res} } _{0}\,\left(1+{\frac {1}{z}}+{\frac {1}{2!z^{2}}}+\ldots \right)=1}, так как коэффициент при {\displaystyle z^{-1}} равен 1.

## Приложения теории вычетов
В большинстве случаев теория вычетов применяется для вычисления разного рода интегральных выражений с помощью основной теоремы о вычетах. Часто полезной в данных случаях бывает лемма Жордана.

### Вычисления определённых интегралов от тригонометрических функций
Пусть функция {\displaystyle R(u,\;v)} — рациональная функция переменных {\displaystyle u} и {\displaystyle v}. Для вычисления интегралов вида {\displaystyle \int \limits _{0}^{2\pi }R\!(\sin \varphi ;\;\cos \varphi )\,d\varphi } удобно использовать формулы Эйлера. Положив, что {\displaystyle z=e^{i\varphi }}, и произведя соответствующие преобразования, получим:
{\displaystyle \int \limits _{0}^{2\pi }\!R(\sin \varphi ,\;\cos \varphi )\,d\varphi =2\pi i\sum \mathop {\mathrm {Res} } _{z=z_{k}}R(z)}.

### Вычисление несобственных интегралов
Для вычисления несобственных интегралов с применением теории вычетов используют следующие две леммы:
1. Пусть функция {\displaystyle f(z)} голоморфна в верхней полуплоскости {\displaystyle I^{+}=\{z\mid \operatorname {Im} \,z\geqslant 0\}} и на вещественной оси за исключением конечного числа {\displaystyle n} полюсов, не лежащих на вещественной оси и {\displaystyle \lim _{z\to \infty }zf(z)=0}. Тогда
{\displaystyle \int \limits _{-\infty }^{+\infty }\!f(x)\,dx=2\pi i\sum _{k=1}^{n}\mathop {\mathrm {Res} } _{z=z_{k}}f(z)}.
2. Пусть функция {\displaystyle f(z)} голоморфна в верхней полуплоскости {\displaystyle I^{+}=\{z\mid \operatorname {Im} \,z\geqslant 0\}} и на вещественной оси за исключением конечного числа {\displaystyle n} полюсов, не лежащих на вещественной оси, {\displaystyle \lim _{z\to \infty }zf(z)=0} и {\displaystyle \alpha >0}. Тогда
{\displaystyle \int \limits _{-\infty }^{+\infty }\!f(x)e^{i\alpha x}\,dx=2\pi i\sum _{k=1}^{n}\mathop {\mathrm {Res} } _{z=z_{k}}f(z)e^{i\alpha z}}
При этом интегралы в левых частях равенств не обязаны существовать и поэтому понимаются только лишь в смысле главного значения (по Коши).